# Karoli M. capitulare Primum

Droit romano-germain
Droit du haut Moyen Âge
Capitulare Haristalense (mars 779)
Karoli M. capitulare Primum est le premier capitulaire des Karoli Magni capitularia. C'est un texte législatif non daté, contenant dix-huit articles. Sa datation a longtemps été incertaine. Son origine et plus encore sa forme ont donné lieu à un doute sur son authenticité. Son contenu, qui est en partie composé de reprise de décisions conciliaires, a provoqué quant à lui quelques controverses.

## Origine et datation
Ce capitulaire aurait été extrait d'un manuscrit conservé dans l’abbaye Saint-Jean de Laon. Ce dernier a été utilisé par Baluze et a disparu depuis le XVIIe siècle. Ferdinant Lot déclarait en 1924 que « le capitulaire ne nous est connu que par la collection du célèbre faussaire Benedictus Levita, mise en circulation en France entre 847 (mort d’Autcarius, archevêque de Mayence, qui aurait soi-disant inspiré cette collection de capitulaires) et 857, date à laquelle elle est citée et utilisée par le roi Charles le Chauve dans un capitulaire de Quierzy-sur-Oise ». Il est dit « ecclésiastique » même si François-Louis Ganshof ne le compte pas dans les capitulaires purement ecclésiastiques. Enfin sur la suscription, Charlemagne ne prend pas le titre de roi des Lombards. Ce fait a conduit les éditeurs à placer le texte avant 774, dans les premières années du règne, vers 769 selon Alfredus Boretius.

## Contenu

### Une répétition du capitulaire de 742
Les articles 3, 4, 6, 8, répètent des dispositions d’un capitulaire de Carloman du 21 avril 742. Cyrille Vogel en détaille quelques uns. Ainsi, le capitula 3 rappelle la même prescription que le deuxième capitula de 742 à savoir l’interdiction faite au clerc de chasser :
« Necnon et illas venationes et silvaticas vagationes eum canibus omnibus servis Dei interdiximus. Similiter ut acceptores et falcones non habeant. » (Capitul. de Carloman en 742, c. 2, MGH, Leges, t. I, p. 25. [lire en ligne (page consultée le 23 décembre 2020)]). Ils instituent un examen pour les curés de paroisse, en Carême; les clercs y seront interrogés sur la manière dont ils accomplissent leur ministère, sur le baptême, le symbole, les prières et l'ordo missarum :
« semper in quadragesima rationem et ordinem ministerii sui sive de baptisma sive de fide catholica sive de precibus et ordine missarum episcopo reddat et ostendat. »
Le capitula 8 reprend l'instruction donnée en 742 par Carloman, (capitula 3, MGH. Leges, t. I, p.25, [lire en ligne (page consultée le 23 décembre 2020)]).
Dans l’ouvrage de Capefigue de 1842, on pouvait déjà lire l' « interdiction aux clerc de porter des armes, de combattre, de suivre les armées, ou de marcher à l’ennemi à l’exception toutefois de ceux qui ont été élus pour y accomplir leur divin ministère, chanter la messe et porter les reliques des saints ; ... ». 

### Une répétition de textes conciliaires
Ferdinant Lot précisa quant à lui que « précisément, les articles 17 et 18 reproduisent littéralement des canons du Ve concile de Paris (c. 4) de 614 et du Ve concile d’Orléans (c. 14) de 549 ».

### La controverse sur les articles 12 et 17
Ce texte a fait l’objet d’études réitérées en raison de sa particularité qui réside dans les articles 12 et 17. Ceux-ci ont particulièrement attirés l’attention des historiens du droit. L’article 17 est en lien avec l’article 12. Il interdit au judex d’user de moyens de contrainte envers un prêtre, un diacre, un clerc ou un junior d’église et de les condamner sans l’aveu de l’évêque (extra conscientiam pontificis). Il répète mot pour mot le canon 4 du concile de Paris de 614. 
« 17. Ut nullus iudex neque presbyterum neque diaconum aut clericum aut iuniorem ecclesiae extra conscientiam pontificis per se distringat aut condemnare praesumat. Quod si quis hoc fecerit, ab ecclesia cui iniuriam inrogare dinoscitur tamdiu sit sequestratus, quamdiu reatum suum cognoscat et emendet. »
Quant à l’article 12, c’est peut-être la plus ancienne manifestation du dessein de Charlemagne de limiter à deux (ou trois) séances par an, la participation obligatoire des hommes libres au plaid général local (Sous Pépin, une seule assemblée annuelle avait lieu, d’abord au mois de mars, puis à partir de 753 au mois de mai).
« 12. « Ut ad mallum venire nemo tardet, primum circa æstatem, secundum circa autumnum. Ad alia vero placita, si necessitas fuerit vel denunciatio regis urgeat, vocatus venire nemo tardet. » »
Cela vient à l’appui de l’affirmation d’Hincmar : Le concile de Vernon avait précédemment décidé qu’on réunirait deux synodes par an, le premier aux calendes de mars, le second aux calendes d’octobre : 
« Ut bis in anno sinodus fiat. Prima sinodus mense primo, quod est Martias Kalendas, ubi domnus rex jusserit, ejus præsentia. Secunda sinodus Kalendas Octobris aut ad Suessionis vel aliubi ubi ad Martias Kalendas inter ipsos episcopos convenit. » (Concilium Vernense, 755, c. 1. Boretius Capitularia, n° 14, t. I, p. 34.)
Il est probable que ces deux conciles se confondirent avec les deux assemblées annuelles dont parle le De Ordine palatii. 
Sophie Leclère dans sa thèse a présenté l’histoire de cette controverse. Ainsi, en 1924, Ferdinand Lot a écrit un article à son propos. Il démontra que c’était une falsification de Benoît le Lévite, dont seule la collection – ainsi qu’un manuscrit perdu –transmet le texte. Il axe essentiellement son argumentaire sur le caractère étrange du capitula 12 qui limite l’obligation d’assister aux plaids. Il se base ensuite sur la souscription, le préambule et la tradition manuscrite inexistante. Bernhard Simson rejoint cette théorie et se base sur le fait que les thèmes développés dans ce capitulaire sont chers au faussaire Benoît (port d’armes par les religieux, célébration de la messe dans des lieux non consacrés). 
La théorie de la falsification est néanmoins réfutée par Gerhard Schmitz qui est suivi plus récemment par Rosamond McKitterick, dans son ouvrage de 2015 qui propose une réinterprétation de la souscription problématique pour réhabiliter la validité de ce texte,. De plus, l’écho au capitulaire de Carloman de 743, considéré par Ferninand Lot comme un argument pour le caractère faux du capitulaire, est ici réinterprété par Rosamond McKitterick comme une volonté de se placer dans la lignée des dispositions prises auparavant et voit donc ce texte comme s’inscrivant parfaitement dans la première production capitulaire de Charlemagne .
Selon Veronika Lukas, ce qui a pu induire en erreur est le fait que l’auteur de ce capitulaire et le faussaire Benoît avaient tout simplement utilisé les mêmes modèles, parmi lesquelles les lettres de Boniface.